# اولکات (نیویورک)
اولکات (به انگلیسی: Olcott) یک منطقهٔ مسکونی در ایالات متحده آمریکا است که در شهرستان نیاگارا، نیویورک واقع شده‌است. اولکات ۱۳٫۸ کیلومتر مربع مساحت و ۱٬۲۴۱ نفر جمعیت دارد و ۸۳ متر بالاتر از سطح دریا واقع شده‌است.